# Peter Maurin
Peter Maurin (9 de maig de 1877, Burdeus, França - 15 de maig de 1949, Marlboro, Nova York) fou un activista catòlic francès cofundador del Moviment del Treballador Catòlic juntament amb Dorothy Day el 1933.

## Biografia
Nasqué en una família de grangers pobre en una vila del sud de França, a Oultet. Fou el petit de 21 germans. Després de passar un temps amb els Christian Brothers, es traslladà a l'oest del Canadà el 1908 per tractar de ser pare de família, però se'n tornà després de morir la seva companya. Després viatjà per l'est d'Amèrica durant uns anys, i eventualment s'establí a Nova York, on visqué la resta de la seva vida.
A mitjans anys 1920, Maurin treballà com un tutor de francès als suburbis de Nova York. Fou en aquesta època en què Maurin deixà de cobrar als seus estudiants i els demanà que li paguessin el que ells consideressin adequat. A la seva autobiografia, Dorothy Day veia Maurin com una mena de Sant Francesc d'Assís, que concebia la seva obra social com a basada en la teologia catòlica.

## Dorothy Day i el Moviment del Treballador Catòlic
Conegué Dorothy Day gràcies a George Shuster, qui era editor de la revista Commonweal per a la qual Day havia escrit.
Més endavant, junts, començaren a publicar el periòdic The Catholic Worker el 1933, en el qual mostraven llurs punts de vista principalment sobre l'economia, en una línia semblant a l'establerta per G.K. Chesterton i Hilarie Belloc a Anglaterra, la via alterna econòmica entre el capitalisme i el socialisme (d'Estat), l'anomenat distributisme, inspirat en l'Encíclica Rerum Novarum del Papa Lleó XIII i en Sant Tomàs d'Aquino. Maurin insistia en la importància que tothom tingués una casa, no només els cristians o catòlics, sinó tothom, deia que tots els qui ja en tinguessin una, havien de tenir una "habitació per a Crist".
G.K. Chesterton deia que la diferència entre un catòlic i un altruista és que l'altruista dona diners a les persones que s'ho mereixen, i el catòlic dona diners a qui no s'ho mereix, perquè sap que en un principi no mereix tampoc els diners que té.
Després de la distribució d'un paper que escrigué l'1 de maig del 1933, Maurin començà a notar que l'escrit no fou prou radical. Maurin creia que el "treballador catòlic" havia de viure la seva vida en petites comunitats agricultores.